# Przysłopek (przełęcz pod Myszycą)
Przysłopek (781 m) – przełęcz w Beskidzie Wyspowym pomiędzy Miznówką (969 m) a Myszycą (877 m). Obydwa te szczyty i przełęcz Przysłopek znajdują się na grzbiecie łączącym Jasień z Gorcami poprzez przełęcz Przysłop (Lubomierski). Wschodnie zbocza spod Przysłopka opadają do głębokiej i porośniętej lasem kotliny Kamienicy Gorczańskiej, zbocza zachodnie do doliny Mszanki.
Rejon przełęczy jest bezleśny, znajdują się tutaj łąki, pola uprawne i dwa gospodarstwa należącego do wsi Lubomierz przysiółka o tej samej nazwie co przełęcz (Przysłopek). Z przełęczy szerokie widoki. Wschodnią stronę horyzontu zajmują należące do Gorców wzniesienia Wielkiego Wierchu i Kiczory Kamienickiej (z masztem przekaźnikowym). W północno-wschodnim kierunku widoczna jest Mogielica z dużą Polaną Stumorgową. W kierunku zachodnim, ponad doliną Mszanki widoczna jest Babia Góra, Pasmo Policy i Luboń Wielki.

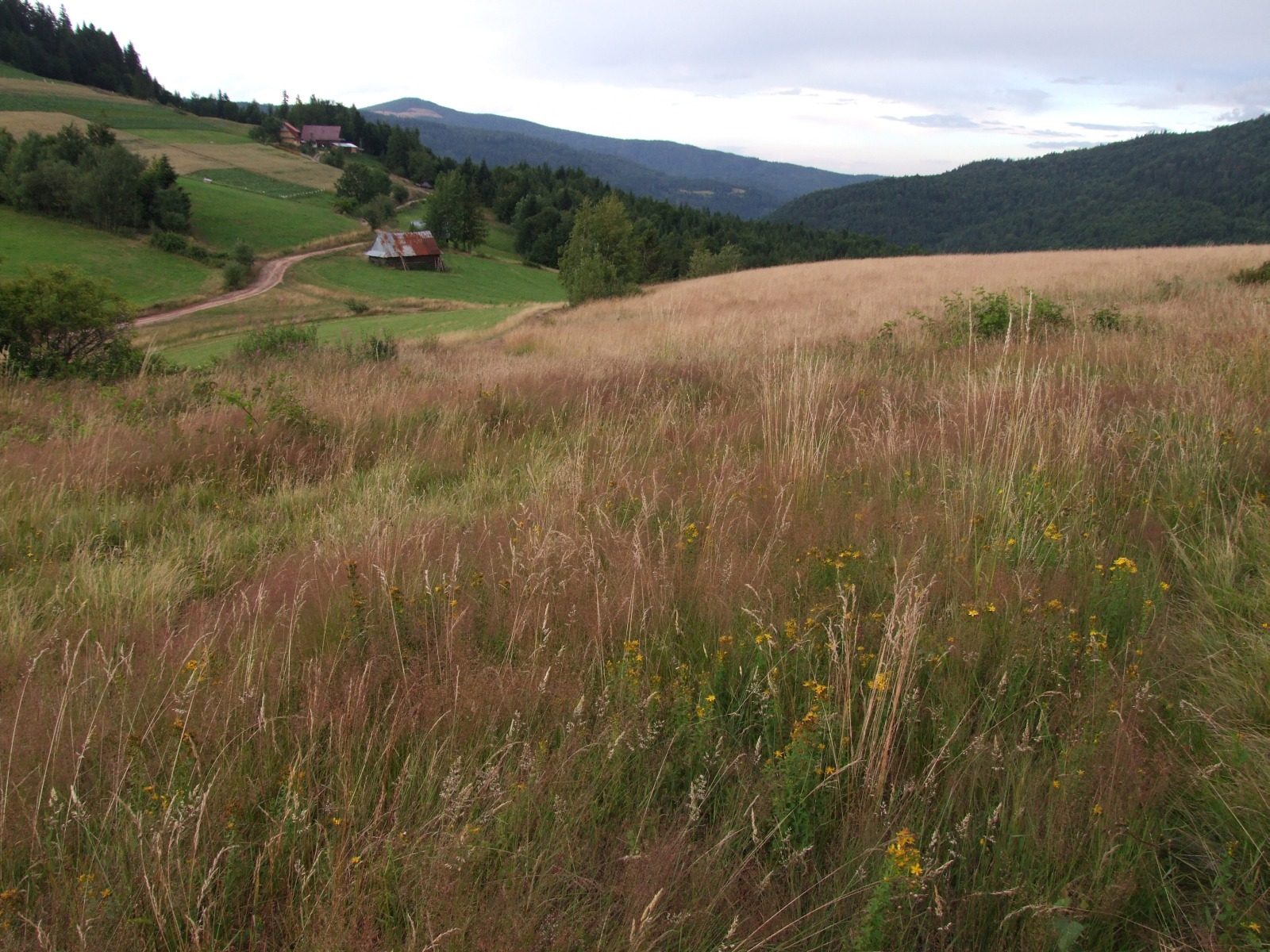
Przełęcz i osiedle Przysłopek
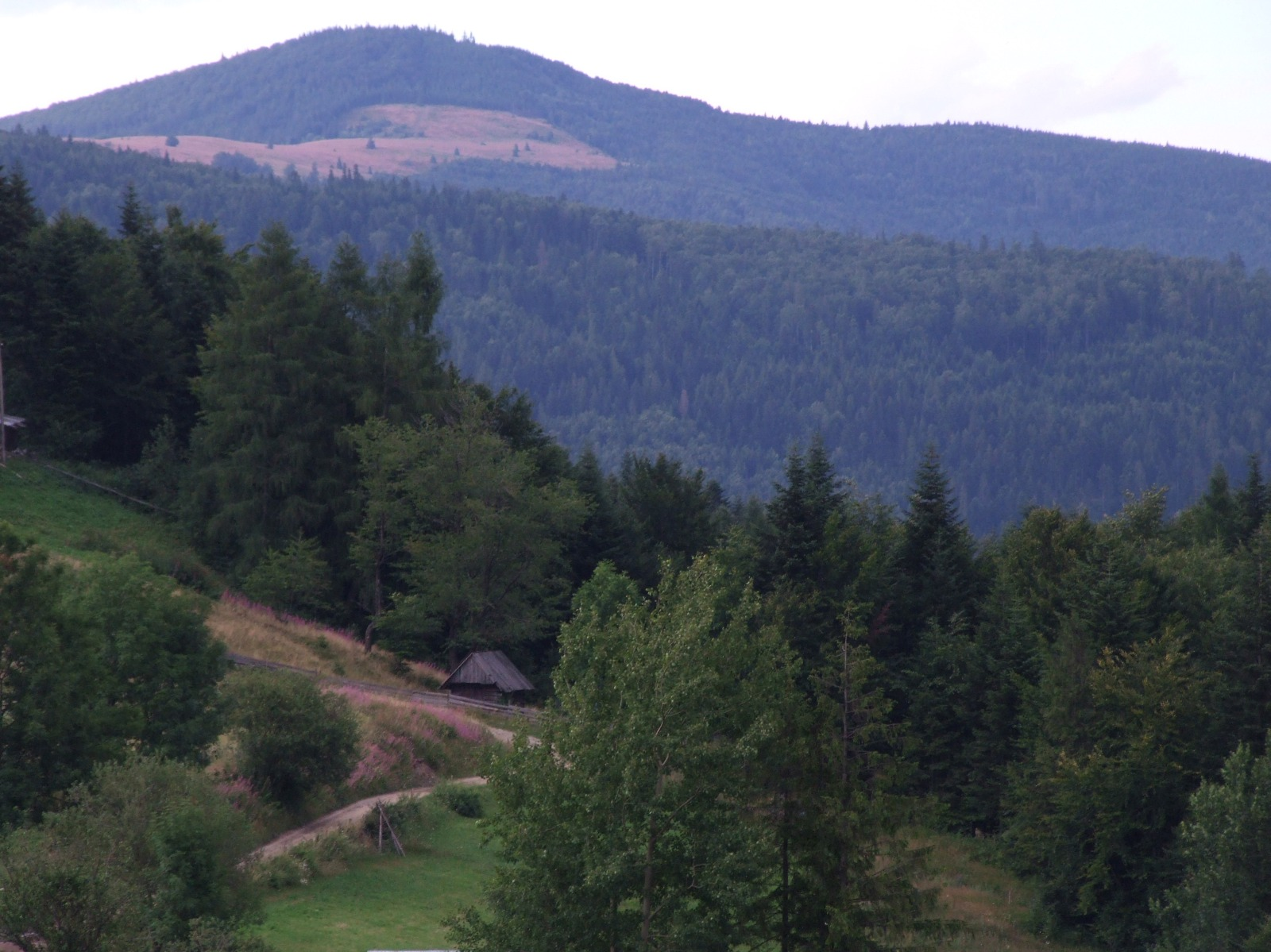
Osiedle Przysłopek, górująca w oddali Mogielica
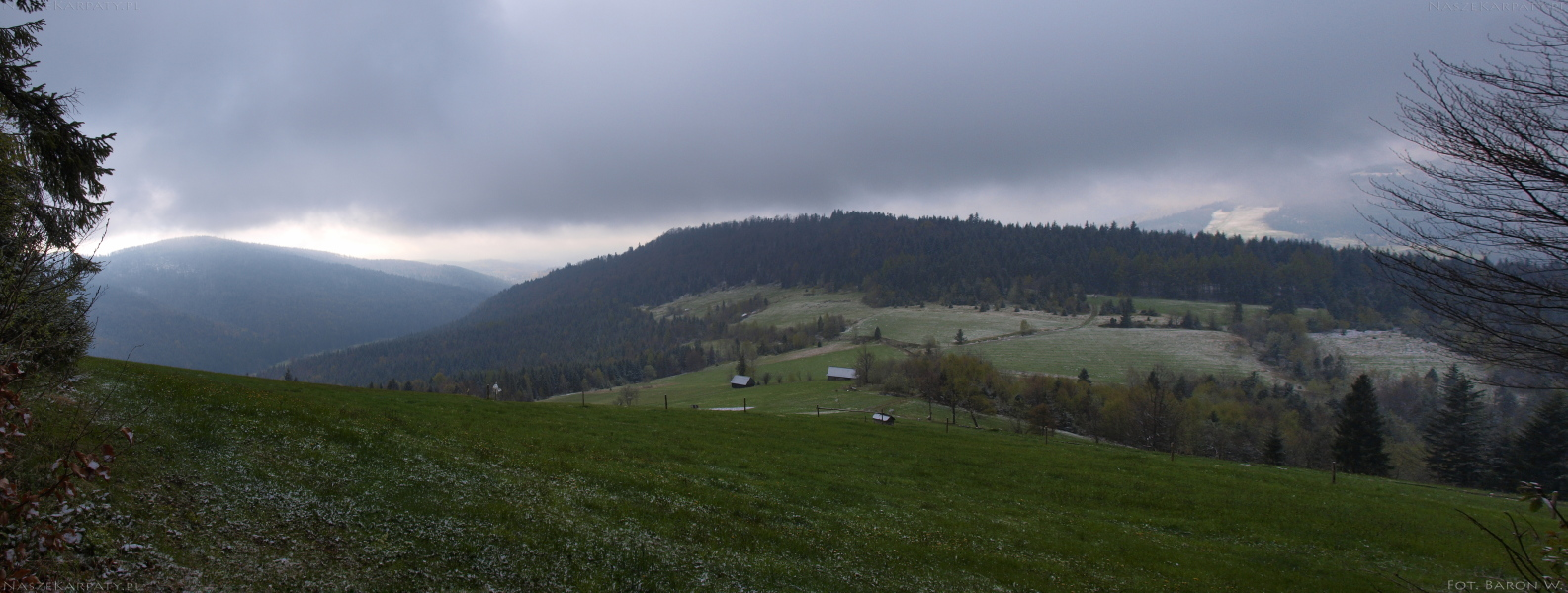
Panorama Przełęczy Przysłopek, widok z żółtego szlaku

## Szlaki turystyki pieszej
Przysłop – Myszyca – Przysłopek – Miznówka – Jasień. Czas przejścia ok. 1:50 h, ↓ 1:15 h